# 槍ヶ嶽峯五郎
槍ヶ嶽 峯五郎（やりがたけ みねごろう、1896年12月28日 - 1926年5月30日）は、長野県更級郡西寺尾村（現長野市）出身で熊ヶ谷部屋、出羽海部屋に所属した大相撲力士。本名は吉村 親太郎。173cm、86kg。最高位は東前頭9枚目。

## 経歴
1916年1月場所に初土俵。1921年5月場所十両昇進、1923年5月場所に新入幕。左四つの寄りを得意としたが、これといって特徴がなく、幕内下位に低迷。
1926年1月場所幕内下位で負け越して十両陥落必至となったが、場所後の台湾巡業でマラリアに罹患。
十両に陥落した1926年5月場所を全休し療養に務めたがその甲斐もなく、場所後の5月30日現役中に死亡した。

## 成績
- 幕内6場所24勝40敗1休
- 幕下優勝1回

## 改名
岸ノ枩→槍ヶ嶽